# Ulver
Ulver je norveški glazbeni sastav osnovan 1993. godine u Oslu. U početku je svirao folk/black metal, a danas svira modernu elektroničku glazbu. Osnivač je skupine pjevač Kristoffer Rygg, koji je također osnivač diskografske kuće Jester Records koja izdaje albume skupine.

## Povijest
Sastav je 1993. godine osnovao Kristoffer Rygg. Demoalbum Vargnatt objavljen je iste godine. Debitanski album Bergtatt – Et Eeventyr i 5 Capitler objavila je diskografska kuća Head Not Found u veljači 1995. Glazbeni stil na albumu odlikuje kombinacija black metala s elementima narodne glazbe, jazza i rocka. Dobio je uglavnom pozitivne kritike.
Drugi studijski album Kveldssanger objavljen je 1996. Prvi je uradak skupine čije su pjesme svirane na akustičnim glazbalima. Nakon objave tog albuma sastav je potpisao ugovor s diskografskom kućom Century Media Records. Treći album Nattens Madrigal – Aatte Hymne til Ulven i Manden objavljen je 1997.  Iste godine prva su tri studijska albuma objavljena kao box set.
Godine 1997. sastavu se pridružio Tore Ylwizaker. Na albumu Themes from William Blake's The Marriage of Heaven and Hell skupina je počela kombinirati metal s elementima elektroničke glazbe. Od albuma Perdition City sastav svira elektroničku glazbu koja nije povezana s metal-glazbom. Nova glazba Ulvera sadrži elemente jazza, ambijentalne glazbe i trip hopa.
U početku sastav nije svirao uživo, jedino je 1993. održao dva koncerta kojima je podržavao uradak Vargnatt. Godine 2009. počinje i nastupati uživo. Do sada je objavio trinaest studijskih albuma, a Scary Muzak, trenutačno posljednji, objavljen je u listopadu 2021. godine.

## Članovi sastava
Sadašnji članovi
- Kristoffer Rygg – vokal, programiranje (1993. – danas)
- Tore Ylwizaker – klavijature (1998. – danas)
- Jørn H. Sværen – tekstovi, razno (2000. – danas)
- Ole Aleksander Halstensgård – klavijature (2017. – danas)

Bivši članovi
- Mean Malmberg – bas-gitara (1993.)
- Carl-Michael Eide – bubnjevi (1993.)
- Grellmund – gitara (1993., umro)
- A. Reza – gitara (1993.)
- Haavard – gitara, klavijature (1993. – 1998.)
- Hugh Mingay – bas-gitara (1994. – 1998.)
- AiwarikiaR – bubnjevi, flauta (1994. – 1998.)
- Shagrath – gitara (1994.)
- Aismal – gitara, klavijature (1994. – 1997.)
- Steinar Sverd Johnsen – klavijature (1994.)
- Knut Magne Valle – gitara (1998.)
- Daniel O'Sullivan – gitara, bas-gitara, klavijature (2009. – 2017.)

## Diskografija
Studijski albumi
- Bergtatt – Et Eeventyr i 5 Capitler (1995.)
- Kveldssanger (1996.)
- Nattens Madrigal – Aatte Hymne til Ulven i Manden (1997.)
- Themes from William Blake's The Marriage of Heaven and Hell (1998.)
- Perdition City (2000.)
- Blood Inside (2005.)
- Shadows of the Sun (2007.)
- Wars of the Roses (2011.)
- Messe I.X-VI.X (2013.)
- ATGCLVLSSCAP (2016.)
- The Assassination of Julius Caesar (2017.)
- Flowers of Evil (2020.)
- Scary Muzak (2021.)
- Liminal Animals (2024.)

EP-ovi
- Metamorphosis (1999.)
- Silence Teaches You How to Sing (2001.)
- Silencing the Singing (2001.)
- A Quick Fix of Melancholy (2003.)
- Sic Transit Gloria Mundi (2017.)

Demoalbumi
- Rehearsal 1993 (1993.)
- Vargnatt (1993.)

Soundtrack albumi
- Lyckantropen Themes (2002.)
- Svidd neger (2003.)
- Riverhead (Original Motion Picture Soundtrack) (2016.)

Video albumi
- The Norwegian National Opera (2011.)

Koncertni albumi
- Live at Roadburn (2013.)
- The Norwegian National Opera (2013.)
- Drone Activity (2019.)
- Hexahedron (Live at Henie Oristad Kunstsenter) (2021.)

Split albumi
- Mysticum / Ulver (1994.)

Kompilacije
- The Trilogie – Three Journeyes Through the Norwegian Netherworlde (1997.)
- Teachings in Silence (2002.)
- 1993–2003: 1st Decade in the Machines (2003.)
- Oddities and Rarities #1 (2012.)
- Trolsk Sorrmetall 1993-1997 (2014.)